# 临济寺
38°08′06″N 114°34′02″E / 38.135033°N 114.567313°E
临济寺，位于河北省正定县老城内，佛教禅宗临济宗祖庭。

## 历史

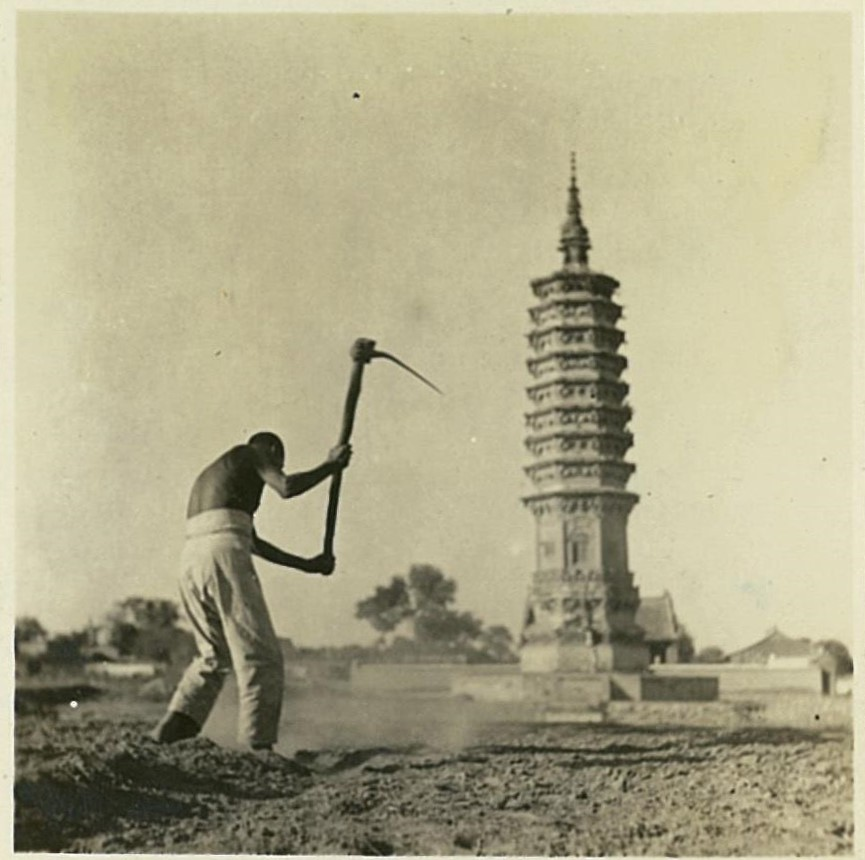
民國時期的澄灵塔

临济寺始建于北朝东魏兴和二年（540年）。《正定县志》载：“临济寺，东魏兴和二年建，在城东南二里许临济村。”概因濒临滹沱河渡口得名。今在其原址立有临济院旧址纪念碑。
唐大中八年（854年），佛教临济宗创始人义玄入驻此寺。咸通元年（860年）镇州（正定）战争不断，檀越墨君和将临济寺迁入城内（即临济寺今址）。
唐咸通八年（867年）四月十日，义玄禅师圆寂。遗体火化后，其弟子将舍利分建二塔藏之，一塔建于河北大名（已毁），一塔建于河北正定城内临济寺。唐懿宗赐谥“惠照禅师”，赐正定塔为“澄灵塔”。
临济寺在宋金战争中毁于战火，仅存残塔。金大定二十三年（1183年），金世宗下旨修复澄灵塔及临济寺各建筑。今之澄灵塔即为辽金典型样式。
元朝时，住持海雲印簡禪師主持了重修和扩建。葛罗禄迺贤所著《河朔访古记》载：“临济寺在真定府城中，定远门街，飞云楼之东。其三门下有唐吴道子所画布袋和尚像及摇铃普化真赞、东坡墨竹、绿筠轩诗等石刻，极为精细”。元至大二年（1309年），赵孟頫奉敕撰《临济正宗碑》文，立于寺中。

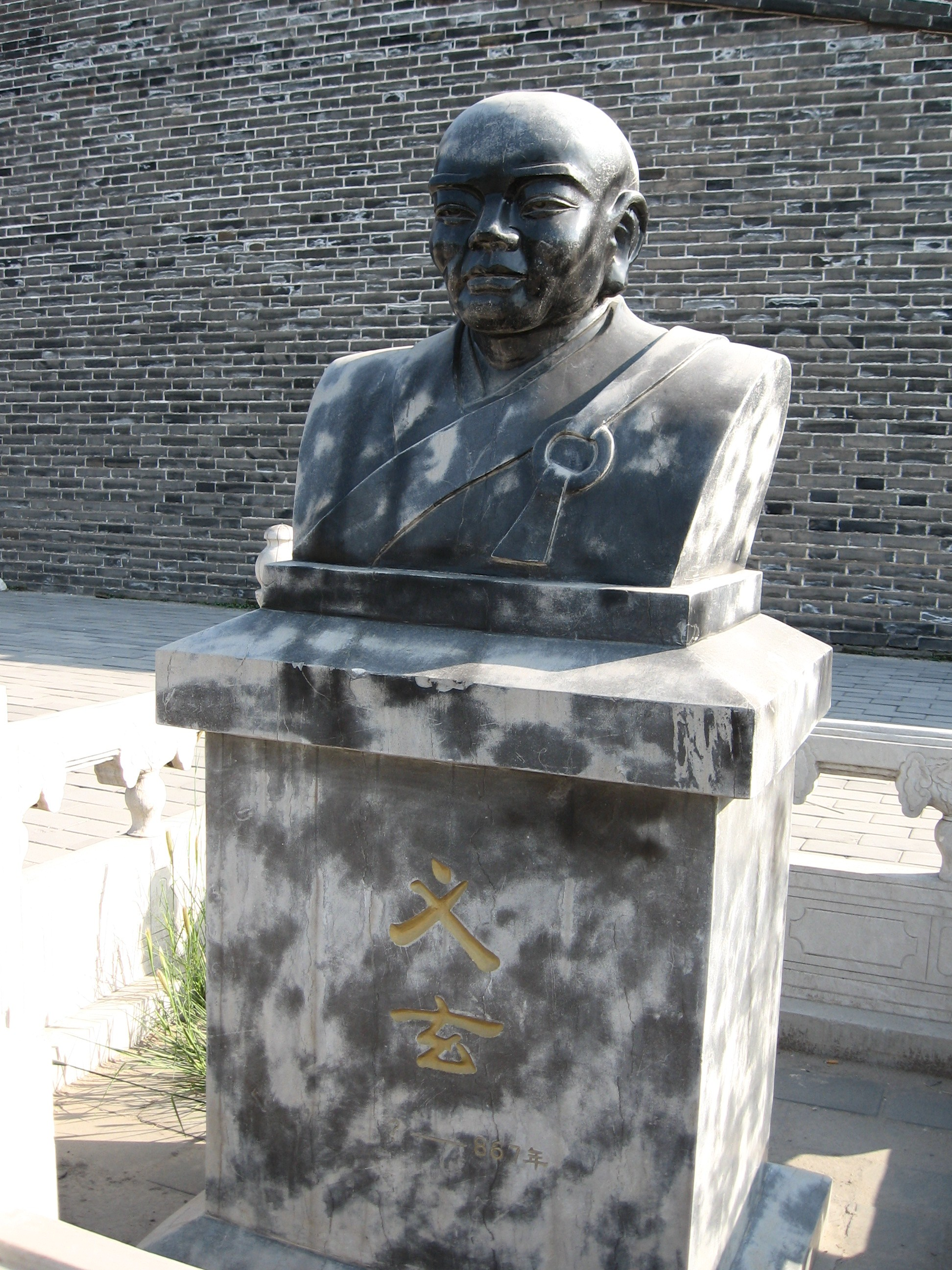
中国河北省正定县南城门（长乐门）内的臨濟义玄雕像

明朝正德十六年（1521年），临济寺又进行了重修，当时，寺内的主要建筑有山门、大雄宝殿、澄灵塔、祖堂、僧房。并新立石碑，由王饼撰记，郭希愈书。至明末清初，寺院再度荒废。
清朝雍正帝封临济寺僧义玄为“真常惠幽禅师”，并拨银重修临济寺。道光十年（1830年），总兵舒通阿出资再度重修，并将祖师殿移至大雄宝殿两侧。
抗日战争时期，临济寺除澄灵塔外，尚有祖堂三间，东配殿三间。1947年底，这些殿堂都被拆毁，仅存澄灵塔。

### 1949年后
中国共产党夺取中国政权后推行无神论，其控制区域内宗教活动受到抑制。直到1983年该寺被定为汉族地区佛教全国重点寺院。而后于1984年正式交由佛教界管理，作为佛教活动的场所开放。
中日两国临济宗与黄檗宗（临济宗分支，明末清初由福建福清县黄檗山万福寺临济宗隱元禅师赴日创立）共奉临济寺为祖庭。1979年5月，日本临济宗、黄檗宗联合成立“日中友好临黄协会”。自1980年起，每年派遣代表团访华，朝拜临济禅师塔，并捐款维修。1985年由日本临济宗、黄檗宗法侣资助及当地政府出资，修复“澄灵塔”，其后又逐步重建大雄宝殿、祖堂、寺舍等。
1986年5月19日，寺内举行了祖塔修复落成剪彩仪式佛像开光典礼和诵经法会，有日中友好临黄协会访华团一百人及当地佛教人士共同参加。开光法会由中国佛教协会常务理事、广东省佛教协会副会长、光孝寺住持、临济宗第四十四代传人本焕法师和日本临济宗永源寺派管长筱原大雄长老共同主持。
1988年5月15日，河北省佛教协会在寺内成立，净慧法师任会长。
1990年10月14日，有明法师接任临济寺方丈，为临济宗第四十五代传人。有青岛湛山寺方丈明哲、洛阳白马寺方丈海法、五台山善财洞监院能修法师等诸山长老及各地教徒300余人参加了有明法师的升座仪式。

## 建筑

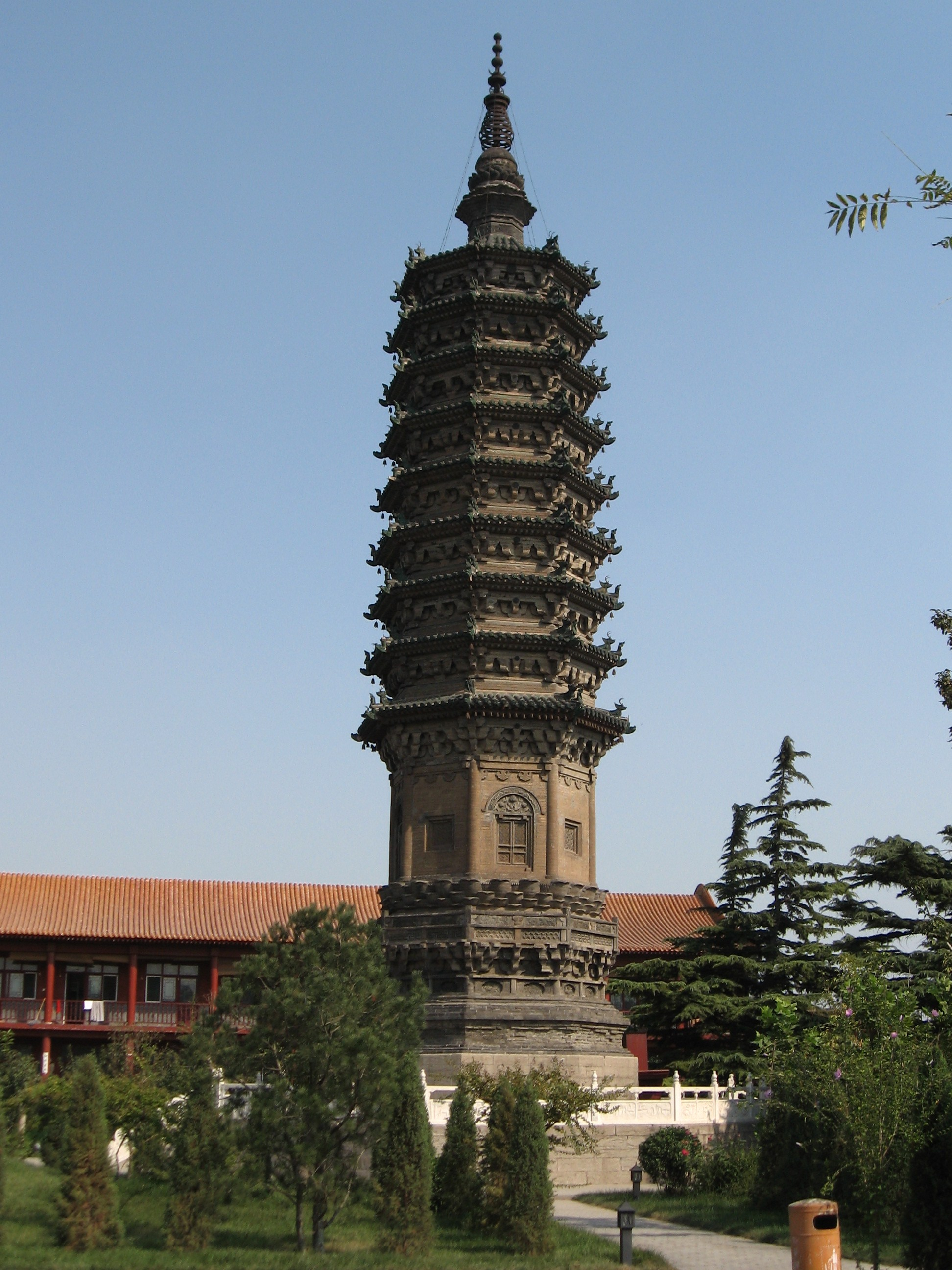
澄灵塔
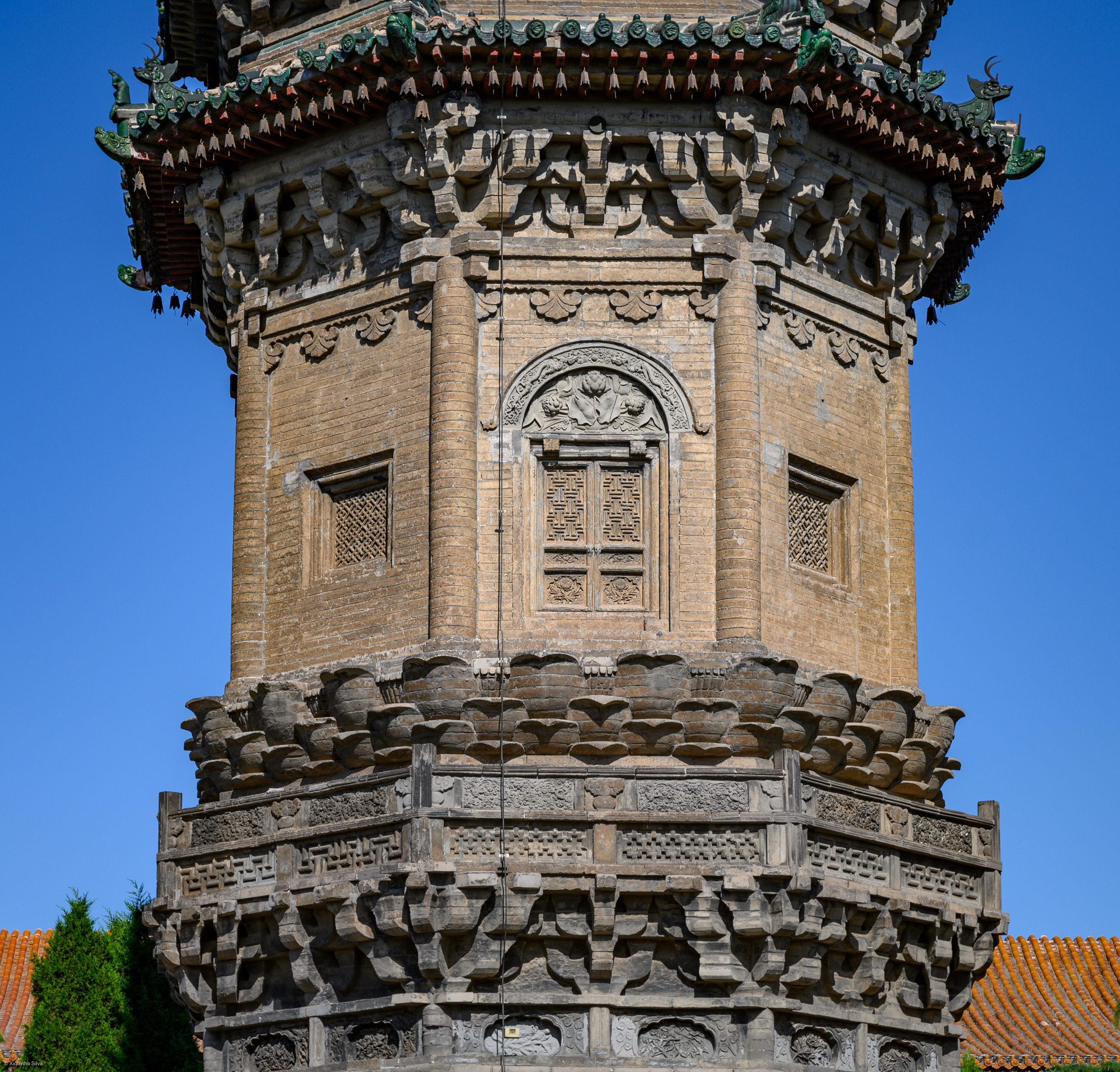
澄灵塔局部
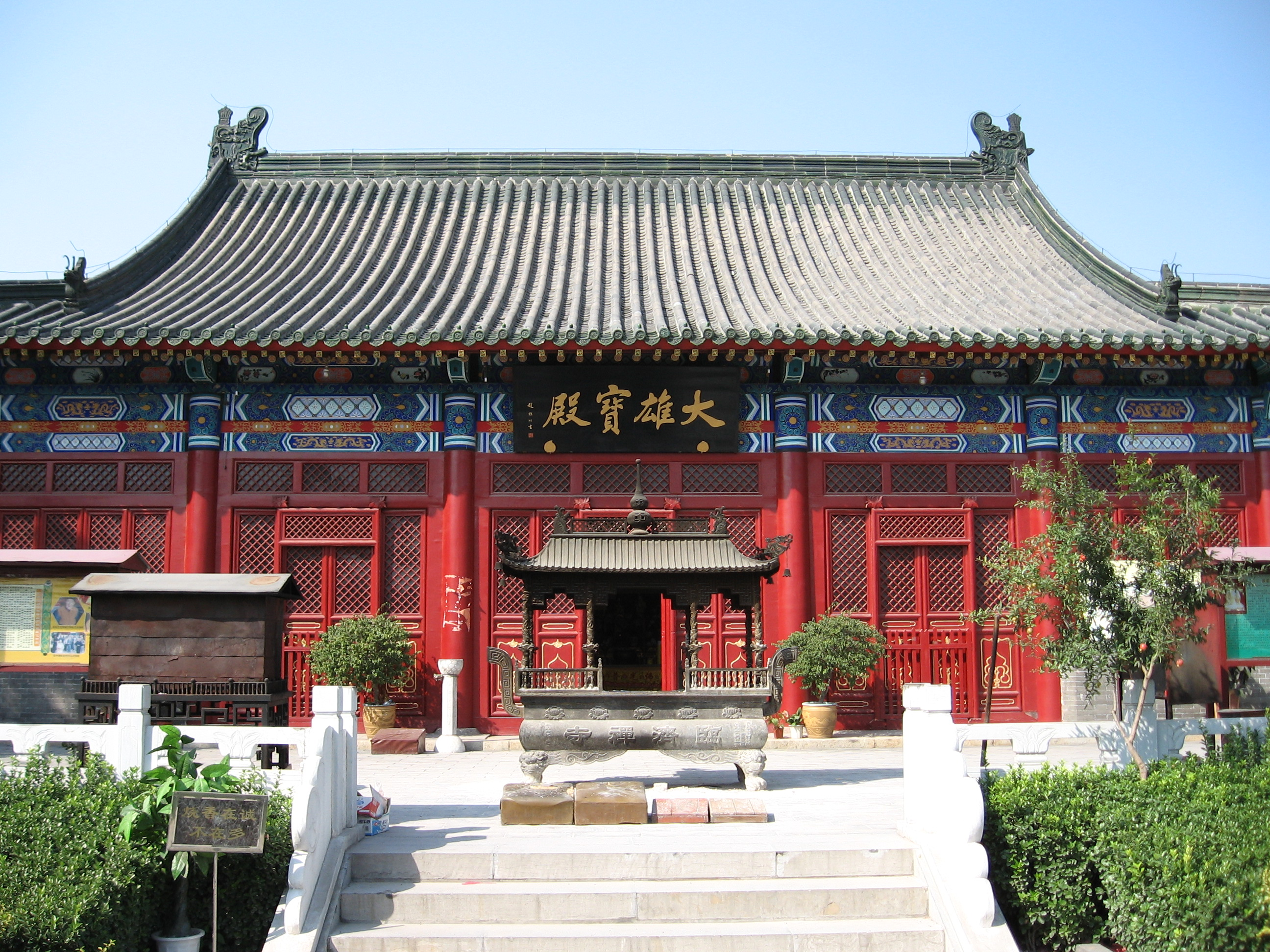
大雄宝殿
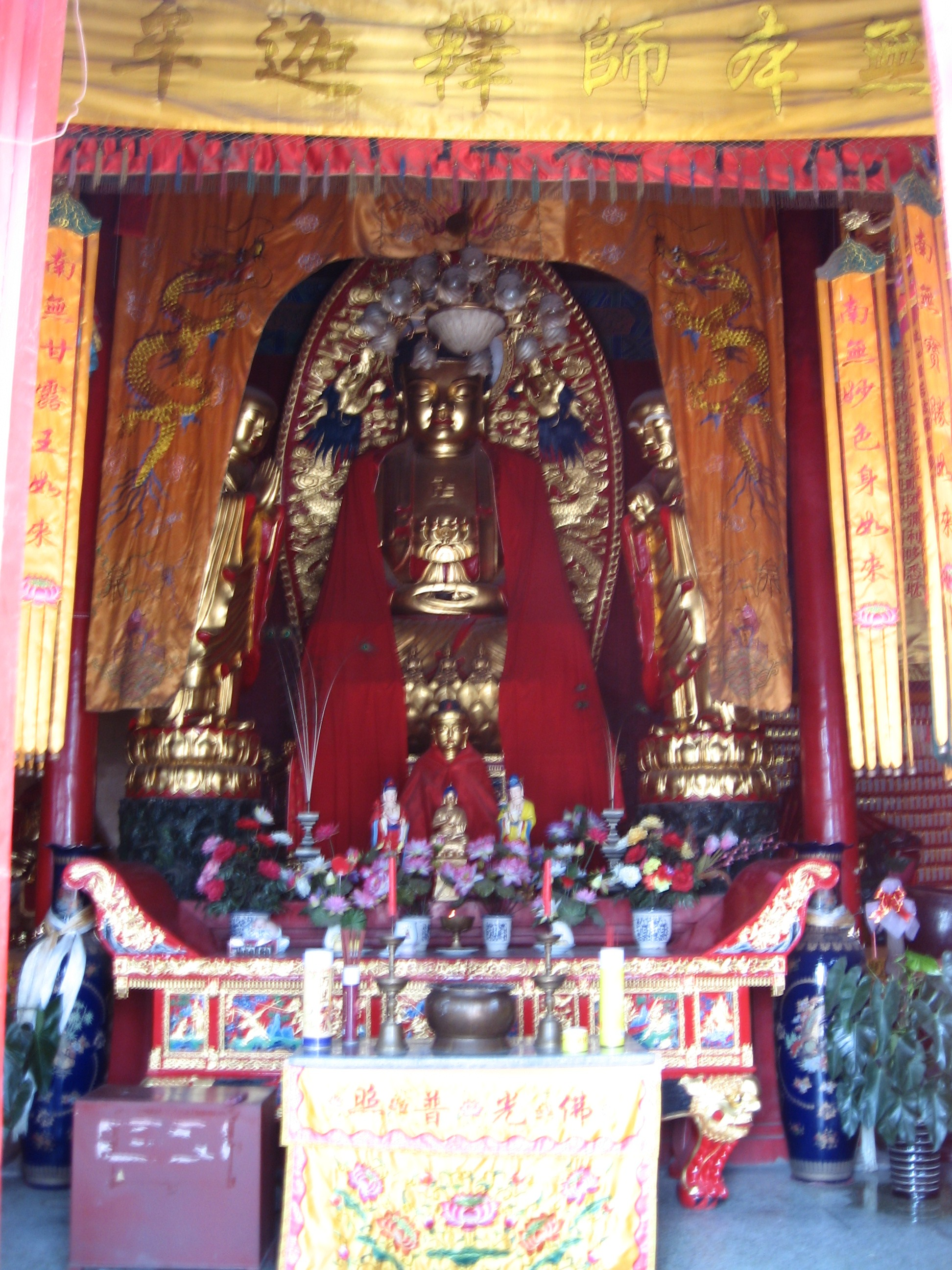
大雄宝殿内佛像

### 山门殿
山门殿为歇山灰筒瓦顶，面宽呈明五暗七形式，殿中央立“义玄禅师大型石刻画像碑”。此碑选用青田石料，由碑身和须弥座两部分组成，通高2.9米。碑身正面镌义玄禅师半身画像。像的左上方刻着中国佛教协会会长赵朴初题写的《临济义玄禅师像赞》：
|  | 无相示相，后人标榜。黄檗山头，滹沱河上。 棒喝机锋，陶铸龙象。法流天下，千花竞放。 |

石碑的背面，刻《临济义玄禅师传赂》。

### 澄灵塔
澄灵塔为八角九级密檐式实心砖塔，高30.47米。塔身嵌有清雍正十二年（1734年）谕旨石刻。“卍”字图案和花卉图案及“唐临济慧照澄灵塔”石匾。塔身各檐角梁为木制，檐瓦、脊兽和套兽均为绿琉璃制作。塔刹由仰莲、宝瓶、相轮、圆光、宝盖、仰月、宝珠等组成。

### 大雄宝殿
临济寺大雄宝殿于1987年落成，坐北朝南，位于澄灵塔后，高11米，宽20米，面阔五间，硬山调大脊灰筒瓦顶，额枋绘旋子彩画。殿中供奉释迦牟尼佛和迦叶、阿难二尊者像以及文殊、普贤、观音像，两侧是樟木雕刻的十八罗汉像。

### 其他
法乳堂，位于大雄宝殿东侧，殿内供奉菩提达摩大师、六祖惠能禅师、义玄禅师三位祖师像。传灯堂在大雄宝殿西侧，供奉日本临济宗荣西禅师、南浦绍明禅师、日本黄檗宗初祖隐元禅师三位祖师像。
在大雄宝殿两侧建两厢配殿，东为客堂、斋堂，西为讲堂、禅堂，大殿后有藏经楼、方丈室等。